# André Borschberg
André Borschberg, né le 13 décembre 1952 à Zurich, est un pilote professionnel suisse d'avion et d'hélicoptère, détenteur du record du monde du plus long vol en solitaire sans ravitaillement sur un avion sans carburant (Solar Impulse 2).

## Biographie

### Formation et carrière militaire
Diplômé de l'École polytechnique fédérale de Lausanne en mécanique et thermodynamique, et licencié du MIT en science du management, il est ensuite pilote de chasse des forces aériennes suisses sur des avions de type Venom, Hunter et Tiger II.

### Vols avec Solar Impulse
Du 7 au 8 juillet 2010, il effectue pour la première fois au monde le vol le plus long et le plus haut grâce à la seule énergie du soleil, à bord de Solar Impulse, l'avion solaire dont il est le cofondateur avec Bertrand Piccard. Soit une durée de 26 heures et 9 minutes sans interruption (vitesse moyenne de 23 nœuds à une altitude maximum de 28 000 pieds). C'est donc la première fois que cet avion vole durant une nuit entière.
Le 13 mai 2011, il réussit le premier vol international sur Solar Impulse, de Payerne (Suisse) à Bruxelles (Belgique), parcourant 630 kilomètres en 13 heures, à environ 50 km/h de moyenne et à une altitude d'environ 6 000 pieds.
Le 30 mai 2015, il décolle de l'aéroport de Nankin (République populaire de Chine) à destination de Honolulu (Hawaï, États-Unis) aux commandes de Solar Impulse 2. Il s'agit de la septième étape du projet de vol autour du monde avec un avion propulsé uniquement à l'énergie électrique d'origine solaire. Contraint par la météo de se poser à Nagoya au Japon, l'avion reste alors immobilisé pendant plusieurs semaines. Ce n'est que le 28 juin, profitant d'une période plus propice, qu'André Borschberg peut repartir en direction d'Hawaï. Après 117 heures et 51 minutes de vol, il pose Solar Impulse 2 à l'aéroport de JRF de Kalaeloa sur l'île d'O'ahu dans l'archipel de Hawaï. Au passage il a, entre autres, battu le record du monde du plus long vol en solitaire sans ravitaillement. L'ensemble de l'aventure de l'avion solaire est racontée par Bertrand Piccard et André Borschberg dans le livre Objectif Soleil, publié en février 2017,.

### Distinctions
En 2010, l'Association des journalistes professionnels de l'aéronautique et de l'espace (AJPAE) lui décerne le prix Icare.